# Swedish Open 2012
Die Swedish Open 2012 waren ein Tennisturnier der WTA Tour 2012 für Damen und ein Tennisturnier der ATP World Tour 2012 für Herren in Båstad. Das Herrenturnier fand vom 9. bis zum 15. Juli 2012, das Damenturnier eine Woche darauf, vom 16. bis 22. Juli 2012 statt.
Titelverteidiger im Einzel war Robin Söderling bei den Herren sowie Polona Hercog bei den Damen. Im Herrendoppel war die Paarung Robert Lindstedt und Horia Tecău, im Damendoppel die Paarung Lourdes Domínguez Lino und María José Martínez Sánchez die Titelverteidiger.